# Qualificazioni al campionato mondiale di calcio 2026 - CONCACAF
Alle qualificazioni per la zona della CONCACAF partecipano 32 nazionali. Le tre squadre vincitrici del terzo round si qualificano direttamente alla fase finale mentre le due migliori seconde classificate accedono agli spareggi intercontinentali.

## Regolamento
Il 9 maggio 2017 la FIFA ha confermato le allocazioni dei posti per il Campionato mondiale di calcio 2026, che per la zona CONCACAF consistevano in sei slot diretti e altri due da assegnare attraverso dei play-off intercontinentali. In aggiunta, cambiando quello che era previsto per le precedenti edizioni della Coppa del Mondo, la competizione non prevede slot specifici per le nazioni ospitanti, che avrebbero occupato slot delle loro federazioni.
Il 14 febbraio 2023 la FIFA ha confermato la qualificazione d'ufficio per le tre nazionali ospitanti, lasciando così alla zona CONCACAF tre slot diretti e due slot per i play-off intercontinentali da aggiudicare. I dettagli delle qualificazioni sono stati annunciati il 28 febbraio 2023 dalla CONCACAF:
- Prima fase: le quattro squadre con il peggior ranking continentale (classificate dal 29º al 32º posto) giocano un turno ad eliminazione diretta, con gare di andata e ritorno. Le due vincitrici avanzano alla fase successiva;
- Seconda fase: trenta squadre, le due vincitrici della prima fase e le squadre classificate dal 1º al 28º posto, verranno sorteggiate in sei gironi da cinque squadre. Giocheranno partite in gara unica in girone all'italiana (due in casa e due in trasferta), con le prime due di ogni girone che si qualificheranno per la terza fase;
- Terza fase: le dodici squadre qualificate dalla seconda fase verranno sorteggiate in tre gironi da quattro squadre. Giocheranno un girone all'italiana con partite di andata e ritorno, con le tre vincitrici dei gironi che si qualificheranno alla fase finale del Mondiale 2026. Le due migliori seconde classificate avanzeranno agli spareggi intercontinentali.

## Squadre partecipanti
Essendo le nazionali di Canada, Messico e Stati Uniti automaticamente qualificate in qualità di nazioni ospitanti, non prendono parte alle qualificazioni. Le 32 nazionali rimanenti affiliate alla CONCACAF (e riconosciute da FIFA) partecipano alle qualificazioni, con le prime 28 in base al ranking che entrano nella competizione nel secondo turno, e le ultime 4 che partecipano al primo turno.
| 2º Turno - Urna 1 | 2º Turno - Urna 2       | 2º Turno - Urna 3         | 2º Turno - Urna 4               | 2º Turno - Urna 5  | 1º Turno                        |
| ----------------- | ----------------------- | ------------------------- | ------------------------------- | ------------------ | ------------------------------- |
| Panama (41)       | Curaçao (90)            | Saint Kitts e Nevis (147) | Bermuda (171)                   | Belize (182)       | Turks e Caicos (206)            |
| Costa Rica (52)   | Trinidad e Tobago (96)  | Rep. Dominicana (151)     | Saint Vincent e Grenadine (173) | Aruba (193)        | Isole Vergini Britanniche (207) |
| Giamaica (55)     | Guatemala (108)         | Guyana (157)              | Grenada (174)                   | Isole Cayman (197) | Isole Vergini Americane (208)   |
| Honduras (76)     | Nicaragua (134)         | Porto Rico (160)          | Montserrat (176)                | Bahamas (202)      | Anguilla (209)                  |
| El Salvador (78)  | Antigua e Barbuda (142) | Saint Lucia (167)         | Barbados (178)                  |                    |                                 |
| Haiti (89)        | Suriname (143)          | Cuba (169)                | Dominica (180)                  |                    |                                 |

## Calendario
| Fase         | Giornata         | Date                |
| ------------ | ---------------- | ------------------- |
| Prima fase   | Andata           | 22 marzo 2024       |
| Prima fase   | Ritorno          | 26 marzo 2024       |
| Seconda fase | Finestra 1       | 5-11 giugno 2024    |
| Seconda fase | Finestra 2       | 4-10 giugno 2025    |
| Terza fase   | Prima giornata   | 1-9 settembre 2025  |
| Terza fase   | Seconda giornata | 1-9 settembre 2025  |
| Terza fase   | Terza giornata   | 6-14 ottobre 2025   |
| Terza fase   | Quarta giornata  | 6-14 ottobre 2025   |
| Terza fase   | Quinta giornata  | 10-18 novembre 2025 |
| Terza fase   | Sesta giornata   | 10-18 novembre 2025 |

## Prima fase
| Squadra 1               | Totale          | Squadra 2                 | Andata | Ritorno     |
| ----------------------- | --------------- | ------------------------- | ------ | ----------- |
| Anguilla                | 1 - 1 (4-3 dtr) | Turks e Caicos            | 0 - 0  | 1 - 1 (dts) |
| Isole Vergini Americane | 1 - 1 (2-4 dtr) | Isole Vergini Britanniche | 1 - 1  | 0 - 0 (dts) |

## Seconda fase

### Gruppo A
| Squadra           | Pt | G | V | N | P | GF | GS | DR  |
| ----------------- | -- | - | - | - | - | -- | -- | --- |
| Honduras          | 12 | 4 | 4 | 0 | 0 | 12 | 2  | +10 |
| Bermuda           | 7  | 4 | 2 | 1 | 1 | 9  | 8  | +1  |
| Cuba              | 6  | 4 | 2 | 0 | 2 | 6  | 5  | +1  |
| Isole Cayman      | 3  | 4 | 1 | 0 | 3 | 1  | 9  | -8  |
| Antigua e Barbuda | 1  | 4 | 0 | 1 | 3 | 1  | 5  | -4  |

| Squadra           | Honduras (bandiera) | Antigua e Barbuda (bandiera) | Cuba (bandiera) | Bermuda (bandiera) | Isole Cayman (bandiera) |
| ----------------- | ------------------- | ---------------------------- | --------------- | ------------------ | ----------------------- |
| Honduras          | —                   | 2 - 0                        | 3 - 1           | —                  | —                       |
| Antigua e Barbuda | —                   | —                            | 0 - 1           | 1 - 1              | —                       |
| Cuba              | —                   | —                            | —               | 1 - 2              | 3 - 0                   |
| Bermuda           | 1 - 6               | —                            | —               | —                  | 5 - 0                   |
| Isole Cayman      | 0 - 1               | 1 - 0                        | —               | —                  | —                       |

### Gruppo B
| Squadra             | Pt | G | V | N | P | GF | GS | DR  |
| ------------------- | -- | - | - | - | - | -- | -- | --- |
| Costa Rica          | 12 | 4 | 4 | 0 | 0 | 17 | 1  | +16 |
| Trinidad e Tobago   | 7  | 4 | 2 | 1 | 1 | 16 | 7  | +9  |
| Grenada             | 7  | 4 | 2 | 1 | 1 | 11 | 7  | +4  |
| Saint Kitts e Nevis | 3  | 4 | 1 | 0 | 3 | 5  | 13 | -8  |
| Bahamas             | 0  | 4 | 0 | 0 | 4 | 1  | 22 | -21 |

| Squadra             | Costa Rica (bandiera) | Trinidad e Tobago (bandiera) | Saint Kitts e Nevis (bandiera) | Grenada (bandiera) | Bahamas (bandiera) |
| ------------------- | --------------------- | ---------------------------- | ------------------------------ | ------------------ | ------------------ |
| Costa Rica          | —                     | 2 - 1                        | 4 - 0                          | —                  | —                  |
| Trinidad e Tobago   | —                     | —                            | 6 - 2                          | 2 - 2              | —                  |
| Saint Kitts e Nevis | —                     | —                            | —                              | 2 - 3              | 1 - 0              |
| Grenada             | 0 - 3                 | —                            | —                              | —                  | 6 - 0              |
| Bahamas             | 0 - 8                 | 1 - 7                        | —                              | —                  | —                  |

### Gruppo C
| Squadra     | Pt | G | V | N | P | GF | GS | DR  |
| ----------- | -- | - | - | - | - | -- | -- | --- |
| Curaçao     | 12 | 4 | 4 | 0 | 0 | 15 | 2  | +13 |
| Haiti       | 9  | 4 | 3 | 0 | 1 | 11 | 7  | +4  |
| Saint Lucia | 4  | 4 | 1 | 1 | 2 | 5  | 9  | -4  |
| Aruba       | 2  | 4 | 0 | 2 | 2 | 3  | 10 | -7  |
| Barbados    | 1  | 4 | 0 | 1 | 3 | 4  | 10 | -6  |

| Squadra     | Haiti (bandiera) | Curaçao (bandiera) | Saint Lucia (bandiera) | Barbados (bandiera) | Aruba (bandiera) |
| ----------- | ---------------- | ------------------ | ---------------------- | ------------------- | ---------------- |
| Haiti       | —                | 1 - 5              | 2 - 1                  | —                   | —                |
| Curaçao     | —                | —                  | 4 - 0                  | 4 - 1               | —                |
| Saint Lucia | —                | —                  | —                      | 2 - 1               | 2 - 2            |
| Barbados    | 1 - 3            | —                  | —                      | —                   | 1 - 1            |
| Aruba       | 0 - 5            | 0 - 2              | —                      | —                   | —                |

### Gruppo D
| Squadra    | Pt | G | V | N | P | GF | GS | DR |
| ---------- | -- | - | - | - | - | -- | -- | -- |
| Panama     | 12 | 4 | 4 | 0 | 0 | 10 | 1  | +9 |
| Nicaragua  | 9  | 4 | 3 | 0 | 1 | 9  | 4  | +5 |
| Guyana     | 6  | 4 | 2 | 0 | 2 | 6  | 4  | +2 |
| Montserrat | 3  | 4 | 1 | 0 | 3 | 3  | 10 | -7 |
| Belize     | 0  | 4 | 0 | 0 | 4 | 1  | 10 | -9 |

| Squadra    | Panama (bandiera) | Nicaragua (bandiera) | Guyana (bandiera) | Montserrat (bandiera) | Belize (bandiera) |
| ---------- | ----------------- | -------------------- | ----------------- | --------------------- | ----------------- |
| Panama     | —                 | 3 - 0                | 2 - 0             | —                     | —                 |
| Nicaragua  | —                 | —                    | 1 - 0             | 4 - 1                 | —                 |
| Guyana     | —                 | —                    | —                 | 3 - 0                 | 3 - 1             |
| Montserrat | 1 - 3             | —                    | —                 | —                     | 1 - 0             |
| Belize     | 0 - 2             | 0 - 4                | —                 | —                     | —                 |

### Gruppo E
| Squadra                   | Pt | G | V | N | P | GF | GS | DR  |
| ------------------------- | -- | - | - | - | - | -- | -- | --- |
| Giamaica                  | 12 | 4 | 4 | 0 | 0 | 8  | 2  | +6  |
| Guatemala                 | 9  | 4 | 3 | 0 | 1 | 13 | 5  | +8  |
| Rep. Dominicana           | 6  | 4 | 2 | 0 | 2 | 11 | 5  | +6  |
| Dominica                  | 3  | 4 | 1 | 0 | 3 | 5  | 14 | -9  |
| Isole Vergini Britanniche | 0  | 4 | 0 | 0 | 4 | 0  | 11 | -11 |

| Squadra                   | Giamaica (bandiera) | Guatemala (bandiera) | Rep. Dominicana (bandiera) | Dominica (bandiera) | Isole Vergini Britanniche (bandiera) |
| ------------------------- | ------------------- | -------------------- | -------------------------- | ------------------- | ------------------------------------ |
| Giamaica                  | —                   | 3 - 0                | 1 - 0                      | —                   | —                                    |
| Guatemala                 | —                   | —                    | 4 - 2                      | 6 - 0               | —                                    |
| Rep. Dominicana           | —                   | —                    | —                          | 5 - 0               | 4 - 0                                |
| Dominica                  | 2 - 3               | —                    | —                          | —                   | 3 - 0                                |
| Isole Vergini Britanniche | 0 - 1               | 0 - 3                | —                          | —                   | —                                    |

### Gruppo F
| Squadra                   | Pt | G | V | N | P | GF | GS | DR  |
| ------------------------- | -- | - | - | - | - | -- | -- | --- |
| Suriname                  | 10 | 4 | 3 | 1 | 0 | 10 | 2  | +8  |
| El Salvador               | 8  | 4 | 2 | 2 | 0 | 7  | 2  | +5  |
| Porto Rico                | 7  | 4 | 2 | 1 | 1 | 10 | 2  | +8  |
| Saint Vincent e Grenadine | 3  | 4 | 1 | 0 | 3 | 9  | 9  | 0   |
| Anguilla                  | 0  | 4 | 0 | 0 | 4 | 0  | 21 | -21 |

| Squadra                   | El Salvador (bandiera) | Suriname (bandiera) | Porto Rico (bandiera) | Saint Vincent e Grenadine (bandiera) | Anguilla (bandiera) |
| ------------------------- | ---------------------- | ------------------- | --------------------- | ------------------------------------ | ------------------- |
| El Salvador               | —                      | 1 - 1               | 0 - 0                 | —                                    | —                   |
| Suriname                  | —                      | —                   | 1 - 0                 | 4 - 1                                | —                   |
| Porto Rico                | —                      | —                   | —                     | 2 - 1                                | 8 - 0               |
| Saint Vincent e Grenadine | 1 - 3                  | —                   | —                     | —                                    | 6 - 0               |
| Anguilla                  | 0 - 3                  | 0 - 4               | —                     | —                                    | —                   |

## Terza fase

### Gruppo A
| Squadra     | Pt | G | V | N | P | GF | GS | DR |
| ----------- | -- | - | - | - | - | -- | -- | -- |
| Panama      | 0  | 0 | 0 | 0 | 0 | 0  | 0  | 0  |
| El Salvador | 0  | 0 | 0 | 0 | 0 | 0  | 0  | 0  |
| Guatemala   | 0  | 0 | 0 | 0 | 0 | 0  | 0  | 0  |
| Suriname    | 0  | 0 | 0 | 0 | 0 | 0  | 0  | 0  |

| Squadra     | Panama (bandiera) | El Salvador (bandiera) | Guatemala (bandiera) | Suriname (bandiera) |
| ----------- | ----------------- | ---------------------- | -------------------- | ------------------- |
| Panama      | —                 | -                      | -                    | -                   |
| El Salvador | -                 | —                      | -                    | -                   |
| Guatemala   | -                 | -                      | —                    | -                   |
| Suriname    | -                 | -                      | -                    | —                   |

### Gruppo B
| Squadra           | Pt | G | V | N | P | GF | GS | DR |
| ----------------- | -- | - | - | - | - | -- | -- | -- |
| Giamaica          | 0  | 0 | 0 | 0 | 0 | 0  | 0  | 0  |
| Curaçao           | 0  | 0 | 0 | 0 | 0 | 0  | 0  | 0  |
| Trinidad e Tobago | 0  | 0 | 0 | 0 | 0 | 0  | 0  | 0  |
| Bermuda           | 0  | 0 | 0 | 0 | 0 | 0  | 0  | 0  |

| Squadra           | Giamaica (bandiera) | Curaçao (bandiera) | Trinidad e Tobago (bandiera) | Bermuda (bandiera) |
| ----------------- | ------------------- | ------------------ | ---------------------------- | ------------------ |
| Giamaica          | —                   | -                  | -                            | -                  |
| Curaçao           | -                   | —                  | -                            | -                  |
| Trinidad e Tobago | -                   | -                  | —                            | -                  |
| Bermuda           | -                   | -                  | -                            | —                  |

### Gruppo C
| Squadra    | Pt | G | V | N | P | GF | GS | DR |
| ---------- | -- | - | - | - | - | -- | -- | -- |
| Costa Rica | 0  | 0 | 0 | 0 | 0 | 0  | 0  | 0  |
| Honduras   | 0  | 0 | 0 | 0 | 0 | 0  | 0  | 0  |
| Haiti      | 0  | 0 | 0 | 0 | 0 | 0  | 0  | 0  |
| Nicaragua  | 0  | 0 | 0 | 0 | 0 | 0  | 0  | 0  |

| Squadra    | Costa Rica (bandiera) | Honduras (bandiera) | Haiti (bandiera) | Nicaragua (bandiera) |
| ---------- | --------------------- | ------------------- | ---------------- | -------------------- |
| Costa Rica | —                     | -                   | -                | -                    |
| Honduras   | -                     | —                   | -                | -                    |
| Haiti      | -                     | -                   | —                | -                    |
| Nicaragua  | -                     | -                   | -                | —                    |

### Raffronto tra le seconde classificate
| Squadra        | Pt | G | V | N | P | GF | GS | DR |
| -------------- | -- | - | - | - | - | -- | -- | -- |
| non conosciuta | 0  | 0 | 0 | 0 | 0 | 0  | 0  | 0  |
| non conosciuta | 0  | 0 | 0 | 0 | 0 | 0  | 0  | 0  |
| non conosciuta | 0  | 0 | 0 | 0 | 0 | 0  | 0  | 0  |